# Томас Хардмеєр
То́мас Хардме́єр (також: Томас Хардмейєр, фр. Thomas Hardmeier; нар. 16 лютого 1965, Цюрих, Швейцарія) — швейцарський кінооператор. Найвідоміші його роботи у фільмах 22 кулі та Ів Сен Лоран. Лауреат премії Сезар та Премії Люм'єр 2014 року за найкращу операторську роботу у фільмі Неймовірна подорож містера Співета.

## Біографія
Томас Хардмеєр народився 16 лютого 1965 року в Цюриху, Швейцарія. З 1986 по 1991 роки працював першим асистентом кінооператора. Починаючи з 1994 року працює переважно у Франції та у міжнародних проектах.
З 1996 року Хардмеєр член Асоціації французьких кінооператорів (IFC), а з 2014 — Європейської кіноакадемії.
У 2014 році за фільм Неймовірна подорож містера Співета отримав премію «Сезар» як найкращий оператор; у 2015 році номінувався на «Сезара» за фільм Ів Сен Лоран режисера Джаліля Леспера.
Томас Хардмеєр має швейцарське та французьке громадянство. Мешкає у Женеві та у Парижі. Вільно володіє французькою, німецькою та французькою мовами.

## Вибіркова фільмографія
| Рік  | Назва                                | Оригінальна назва                               | Режисер/Примітки |
| ---- | ------------------------------------ | ----------------------------------------------- | --- |
| 2000 | Маленький чемпіонат світу            | Mondialito                                      | Ніколас Вадімофф |
| 2001 | Таємне кохання                       | Stille Liebe                                    | Крістоф Шауб |
| 2002 | Тельма                               | Thelma                                          | П'єр-Ален Меєр |
| 2003 | Я, Цезар                             | Moi César, 10 ans 1/2, 1m39                     | Рішар Беррі |
| 2005 | Чорна скриня                         | La Boîte noire                                  | Рішар Беррі |
| 2006 | Рашель                               | Rachel                                          | Фрідерік Мерму, короткометражний |
| 2007 | Магічний Париж                       | Magic Paris                                     | Аліс Вінокур, Йоан Глоаген, Гійом Мартінес |
| 2007 | Крисаліс                             | Chrysalis                                       | Жюльєн Леклерк |
| 2007 | Повішений                            | Le pendu                                        | Клер Девер, телевізійний |
| 2008 | Колюш, історія одного хлопця         | Coluche: l'histoire d'un mec                    | Антуан де Кон |
| 2009 | Спільник                             | Complices                                       | Фрідерік Мерму |
| 2010 | 22 кулі: Безсмертний                 | L'immortel                                      | Рішар Беррі |
| 2010 | Маленький світ                       | Je n'ai rien oublié                             | Бруно Шиш |
| 2011 | Нечутний дотик                       | Un baiser papillon                              | Карін Сілла |
| 2011 | Дослідження сімейних інтересів       | R.I.F. (Recherches dans l'Intérêt des Familles) | Франк Манкузо |
| 2011 | Пригоди касирки                      | Les tribulations d'une caissière                | П'єр Рамбальді |
| 2012 | Не входити, ми не одягнені           | Do Not Disturb                                  | Іван Атталь |
| 2013 | Перехрестя                           | Intersections                                   | Девід Марконі |
| 2013 | Неймовірна подорож містера Співета   | The Young and Prodigious T.S. Spivet            | Жан-П'єр Жене • Приз за найкращий 3D-фільм Міжнародного фестивалю кінооператорського мистецтва в Лодзі • Премія «Сезар» за найкращу операторську роботу • Премія «Люм'єр» найкращому оператору |
| 2013 | Ів Сен-Лоран                         | Yves Saint Laurent                              | Джаліль Леспер • Номінація на премію «Сезар» за найкращу операторську роботу |
| 2014 | Вибившись з сил                      | De guerre lasse                                 | Олів'є Паншо |
| 2014 | Наступного разу я стрілятиму в серце | La prochaine fois je viserai le coeur           | Седрік Анже |
| 2015 | Наші дружини                         | Nos femmes                                      | Рішар Беррі |
| 2022 | Критичний баг                        | Bigbug                                          | Жан-П'єр Жене |